# Megaselia conflugens
Megaselia conflugens är en tvåvingeart som beskrevs av Borgmeier 1964. Megaselia conflugens ingår i släktet Megaselia och familjen puckelflugor. Inga underarter finns listade i Catalogue of Life.